# Юрій (Гошовський)
Гошовський Юрій (Георгій) — руський (український) православний релігійний діяч, останній православний єпископ Перемиської єпархії.

## Життєпис
1650 року на Перемиську кафедру, знову здобуту православними внаслідок Зборівської умови, вступив єпископ Антоній Винницький (1650–1679). Не вважаючи на те, що 1663 р. він був вибраний на катедру митрополита Київського, митрополит Антоній, пробуваючи надалі в Галичині, керував Перемиською єпархією при допомозі свого помічника єпископа Юрія Гошовського, який значиться у списках як єпископ між 1667–1675 рр.
Після смерти митрополита Антонія Винницького кафедру єпископа Перемиського дістав у 1680 р. єпископ Інокентій Винницький, який, займаючи цю православну катедру, вже був таємним уніатом, втаємниченим в унійні заміри Львівського єпископа Йосифа Шумлянського.